# Gianluigi Magri
Gianluigi Magri (Bologna, 15 settembre 1955) è un politico italiano.

## Biografia
Laureato in medicina, è ricercatore presso l'Università di Bologna. Tra le sue collaborazioni troviamo i progetti di ricerca con l'OMS, il Ministero della Salute e il Consiglio Nazionale delle Ricerche. Ha ricoperto, altresì, l'incarico di commissario AGCOM per la Commissione servizi e prodotti.

### Attività politica
La prima carica politica ricoperta è quella di consigliere comunale di Bologna, che svolge dal 1985 sino alla fine degli anni novanta.
Alle elezioni politiche del 2001 viene candidato nella lista della Casa delle Libertà in quota Centro Cristiano Democratico e viene eletto senatore.
Nel febbraio 2003 viene nominato sottosegretario dell'Economia e Finanza nel secondo governo Berlusconi.
Nel novembre 2011 diviene sottosegretario per la seconda volta, alla Difesa nel Governo Monti.
Alle elezioni politiche del 2013 è candidato al Senato della Repubblica, in regione Piemonte, nella lista Con Monti per l'Italia (in terza posizione), risultando tuttavia il primo dei non eletti.